# Dampfkraftwerk

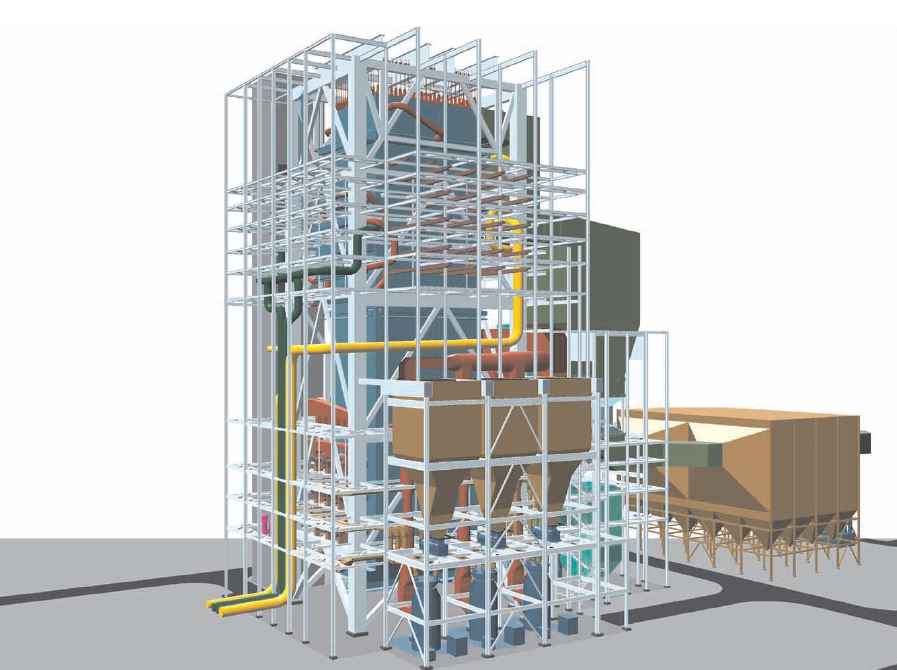
Dampfkessel und zugehöriges Tragwerk in einem Kohlekraftwerk

Ein Dampfkraftwerk ist ein Kraftwerk zur Stromerzeugung, bei dem die thermische Energie von Wasserdampf in einer Dampfturbine (früher auch in einer Kolbendampfmaschine) ausgenutzt wird. Zu einem Dampfkraftwerk gehören eine Wärmequelle, ein Dampferzeuger, eine Turbine mit einem Generator, und eine Einrichtung zur Kondensation des heißen Dampfs.

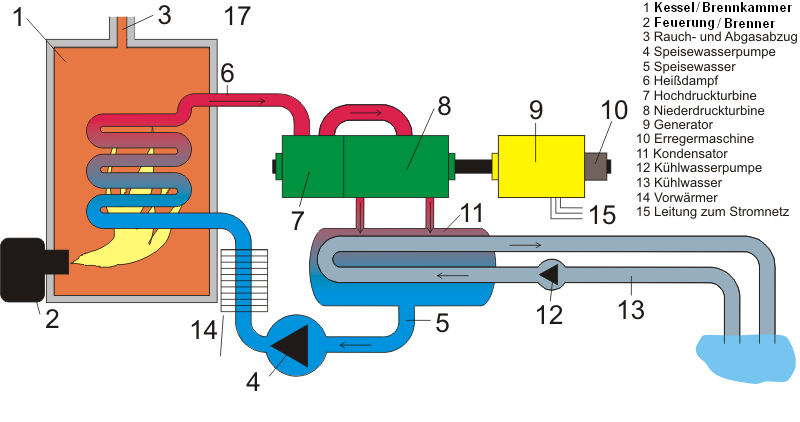
Schema eines Dampfkraftwerkes

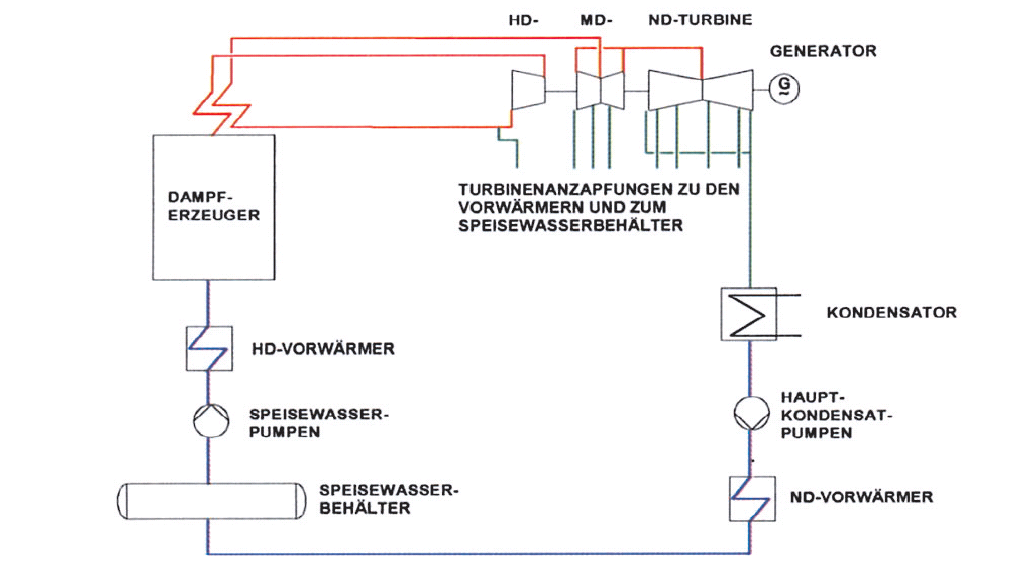
Prinzipschaubild eines Dampfkraftwerkes mit Zwischenüberhitzung

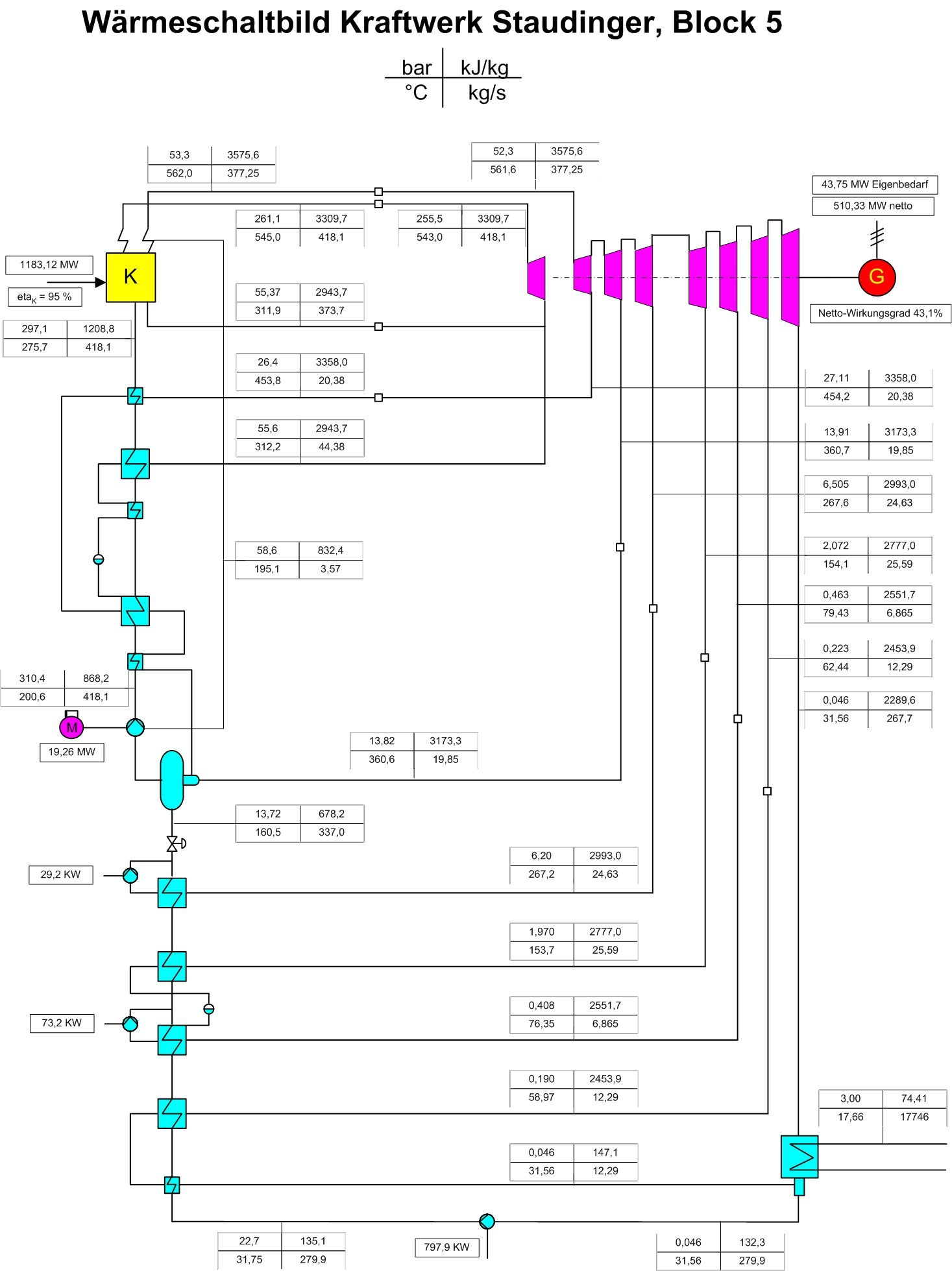
Wärmeschaltbild Kraftwerk Staudinger (Großkrotzenburg am Main), Block 5

Die Dampfkraftwerksarten unterscheiden sich hauptsächlich nach ihrer Wärmequelle. Kohlekraftwerke, Ölkraftwerke und Gas-und-Dampf-Kombikraftwerke verbrennen fossile Brennstoffe. In Kernkraftwerken wird die Hitze durch Kernspaltung erzeugt. Bei Erdwärmekraftwerken stammt die Wärme aus dem Oberen Erdmantel – der Ursprung der Erdwärme wiederum ist eine Kombination aus der Gravitationsenergie von der Formation der Erde und dem Zerfall radioaktiver Substanzen wie Uran, Thorium, 40K und Mitgliedern der Zerfallsreihen von Uran und Thorium. In den selteneren Sonnenwärmekraftwerken stammt die Wärme von der Sonne. Biomassekraftwerke sind üblicherweise ebenfalls als Dampfkraftwerke ausgeführt, der Primärenergieträger ist jedoch rezente Biomasse wie beispielsweise Biogas, Holz oder landwirtschaftliche Reststoffe.

## Einsatzfelder
Viele Dampfkraftwerke dienen ausschließlich der Stromerzeugung: Braunkohlekraftwerke und Kernkraftwerke vor allem für Grundlast; Steinkohlekraftwerke vor allem für Mittellast; Gaskraftwerke vor allem für Spitzenlast. Gaskraftwerke lassen sich schneller anfahren und regeln als Kohlekraftwerke und sind dadurch besser für den Lastfolgebetrieb geeignet als diese.
Bei Kernkraftwerken ist der Lastfolgebetrieb oftmals unökonomisch, da die Fixkosten die variablen Kosten um Größenordnungen übersteigen. Daher gibt es Bauformen, welche von vornherein keine schnelle Steigerung der Leistung zulassen. Der Konvoi und die französischen Kernkraftwerke sind jedoch zu relativ schnellen Änderungen der Leistung nach unten wie oben in der Lage, was im französischen Stromnetz angesichts der hohen Anteile der Kernenergie für die Netzstabilität auch erforderlich ist. Der EPR als Nachfolger der französischen Kernkraftwerke sowie des Konvoi ist zum Beispiel in der Lage pro Minute die Leistung um bis zu 5 % zu reduzieren oder steigern.
Es gibt einen gewissen Tradeoff zwischen Regelbarkeit und Effizienz. So gelten Gas- und Dampfkraftwerke als deutlich effizienter aber schlechter regelbar und finden daher eher in der Grund- und Mittellast Anwendung. Reine Gasturbinenkraftwerke sind weniger effizient dafür aber schneller regelbar. In ähnlicher Form gelten Siedewasserreaktoren als schneller regelbar als Druckwasserreaktoren.
Prinzipiell ist unabhängig von der Wärmequelle auch die Erzeugung von Prozessdampf und Fernwärme möglich, jedoch sind je nach Bauart und Auslegung des Kraftwerks Begrenzungen der maximal möglichen Temperatur der erzeugten Prozesswärme möglich.

### Standortwahl

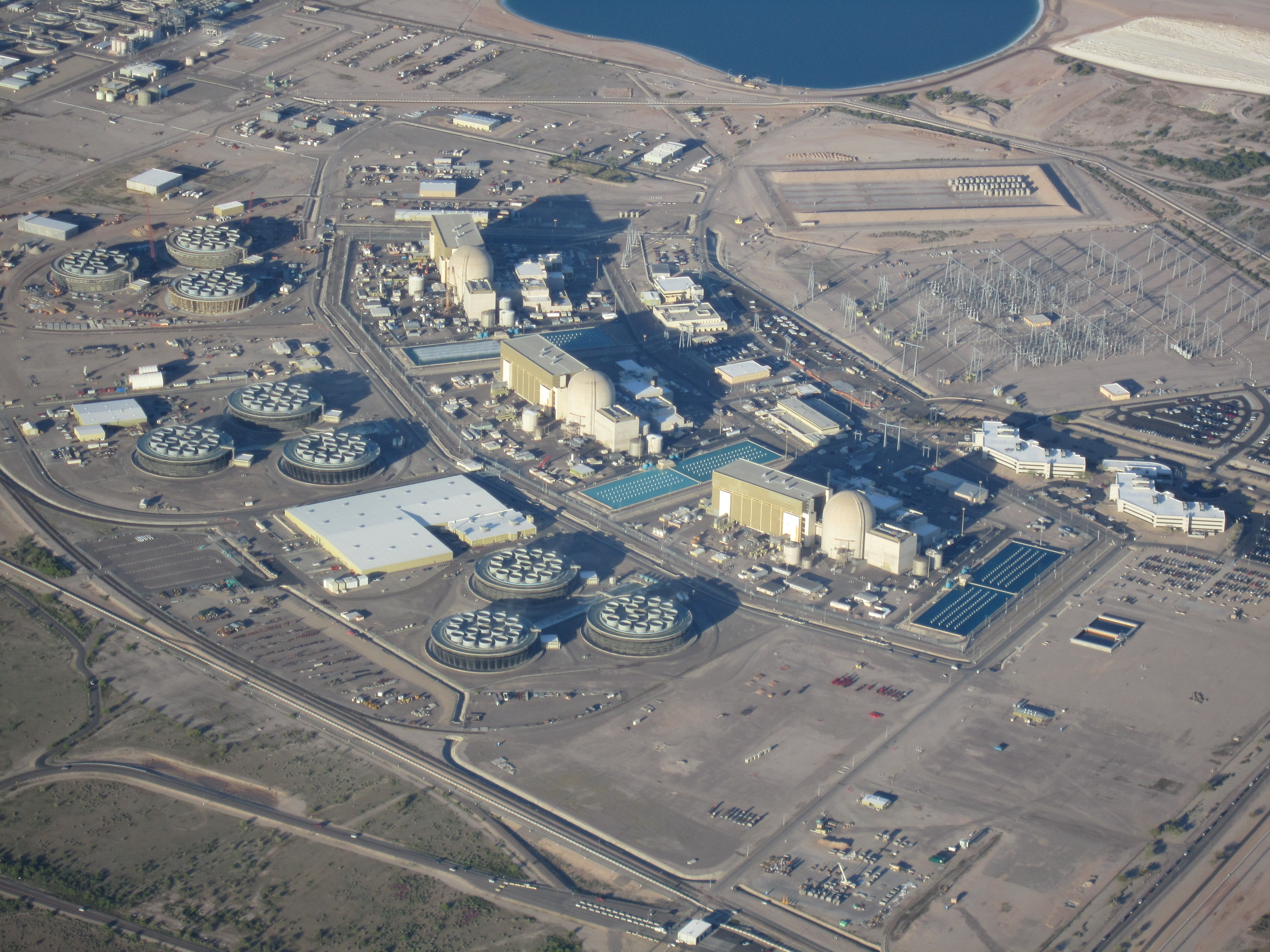
Das Kernkraftwerk Palo Verde liegt in der Wüste im US-Bundesstaat Arizona und nutzt geklärte Abwässer der nahe gelegenen Siedlungen zur Kühlung

Bezüglich der Standortwahl besteht eine Abwägung zwischen Nähe zum verwendeten Primärenergieträger und Nähe zu potenziellen Abnehmern für Elektrizität bzw. Nah- und Fernwärme. Diese Abwägung hängt in erster Näherung von der Energiedichte des verwendeten Energieträgers ab – Braunkohlekraftwerke finden sich fast immer in Braunkohlerevieren, während Kernkraftwerke oft in der Nähe der Verbraucher angesiedelt sind. Die Verfügbarkeit von Kühlwasser ist insbesondere bei Kraftwerken großer Leistung ein wichtiger Faktor,  jedoch kann dieser Bedarf durch Verwendung von Kühltürmen verringert werden. Weitere Gesichtspunkte sind die Vermeidung von Immissionen durch Abgase in dicht besiedelten Gebieten, sowie die NIMBY-Problematik. Hierbei kam es in der Standortwahl immer wieder zu Umweltrassismus. Eine gute Schienen-, Straßen-, oder Wasserstraßenanbindung zur Anlieferung des Energieträgers (sowie zum Abtransport von Asche, abgebrannten Brennelementen o. ä.) ist ebenfalls wichtig – wo diese nicht vorhanden ist, wird sie teilweise schon zu Baubeginn für die Baustellenlogistik geschaffen. Zu guter Letzt benötigen Kraftwerke auch Personal, welches wiederum Wohnungen, Nahversorgung usw. benötigt. In der Sowjetunion wurden für entsprechende Großkraftwerke neue Städte geschaffen, welche als Atomgrad (von Atom und russisch град grad, deutsch ‚Stadt‘) bezeichnet werden und von welchen die heutige Geisterstadt Prypjat die bekannteste sein dürfte. Andere Atomgrads sind Enerhodar (Kernkraftwerk Saporischschja) oder Kurtschatow (Russland) (Kernkraftwerk Kursk).

## Prozessbeschreibung

### Grundprozess
|                     |  |  |  |  |  |  |  |  |  |
|                     |  |  |  |  |  |  |  |  |  |
| Dampferzeuger Dampf |  |  |  |  |  |  |  |  |  |
|                     |  |  |  |  |  |  |  |  |  |
| Dampfturbine Dampf  |  |  |  |  |  |  |  |  |  |
|                     |  |  |  |  |  |  |  |  |  |
| Kondensator Wasser  |  |  |  |  |  |  |  |  |  |
|                     |  |  |  |  |  |  |  |  |  |
| Speisepumpe Wasser  |  |  |  |  |  |  |  |  |  |
|                     |  |  |  |  |  |  |  |  |  |
|                     |  |  |  |  |  |  |  |  |  |

Der zum Betrieb der Dampfturbine notwendige Wasserdampf wird in einem Dampfkessel aus zuvor gereinigtem und aufbereitetem Wasser erzeugt. Durch weiteres Erwärmen des Dampfes im Überhitzer nimmt die Temperatur und das spezifische Volumen des Dampfes zu. Vom Dampfkessel aus strömt der Dampf über Rohrleitungen in die Dampfturbine, wo er einen Teil seiner zuvor aufgenommenen Energie als Bewegungsenergie an die Turbine abgibt. An die Turbine ist ein Generator angekoppelt, der die mechanische Leistung in elektrische Leistung umwandelt. Danach strömt der entspannte und abgekühlte Dampf in den Kondensator, wo er durch Wärmeübertragung an die Umgebung kondensiert und sich als flüssiges Wasser an der tiefsten Stelle des Kondensators sammelt. Über die Kondensatpumpe und den Vorwärmer hindurch wird das Wasser in einen Speisewasserbehälter zwischengespeichert und dann über die Speisepumpe erneut dem Dampfkessel zugeführt.
Wasser-Dampf-Kreisläufe in modernen Kraftwerken haben komplexe Schaltungen, um die Brennstoffenthalpie mit höchstem Wirkungsgrad in elektrische Leistung umzusetzen und die Kondensationsverluste so gering wie möglich zu halten. Vor allem wird ein Teil der übertragenen Wärmemenge zum Vorwärmen des Speisewassers genutzt, indem aus der Turbine Dampf aus unterschiedlichen Druckstufen bzw. Temperaturen ausgekoppelt und in Wärmetauschern zum Vorwärmen des Speisewassers kondensiert wird. In modernen Kohlekraftwerken wird das Speisewasser auf diese Weise auf bis zu über 300 °C erwärmt, bevor es dem Kessel zugeführt wird. Siehe nebenstehendes Wärmeschaltbild. Eine weitere Möglichkeit ist, die ausgekoppelte Abwärme als Fernwärme bereitzustellen.
Dampfkessel werden meist mit konventionellen Brennstoffen wie Öl, Erdgas, Steinkohle oder Braunkohle befeuert. Es gibt Kraftwerke, deren Hauptaufgabe die Müllverbrennung ist. Daneben werden die Dampfkessel großer Kraftwerke auch zur thermischen Entsorgung von flüssigen, brennbaren oder nicht brennbaren, Abfällen wie Öl-Wasser-Gemischen eingesetzt. Begünstigt durch Subventionen aus dem Erneuerbare-Energien-Gesetz (EEG) sind eine Vielzahl von Biomassedampfkesselanlagen errichtet worden, in denen Frisch- und Altholz als Brennstoff eingesetzt werden.
Dampfkessel können bis zu 830 kg Wasserdampf in der Sekunde erzeugen (knapp 1 kg/s pro daraus erzeugtem MW elektrisch). Der Kondensator steht mit seiner Bauform als Rohrbündelwärmeübertrager zumeist mit einem Kühlturm in Verbindung, über den die nicht mehr nutzbare Wärme des Dampfes mit Hilfe von Kühlwasser an die Umgebung abgegeben wird. Diese Anwendung des Dampfkraftwerk-Kreislaufes zur Stromerzeugung unterliegt den Gesetzmäßigkeiten der Thermodynamik, mit deren Hilfe auch eine Aussage über den Wirkungsgrad und möglichen Optimierungsschritten eines Dampfkraftwerkes gemacht werden kann. Diese Zusammenhänge können sehr anschaulich im TS-Diagramm dargestellt werden.

### Dampfkraftwerksprozess im T-S-Diagramm und im H-S-Diagramm

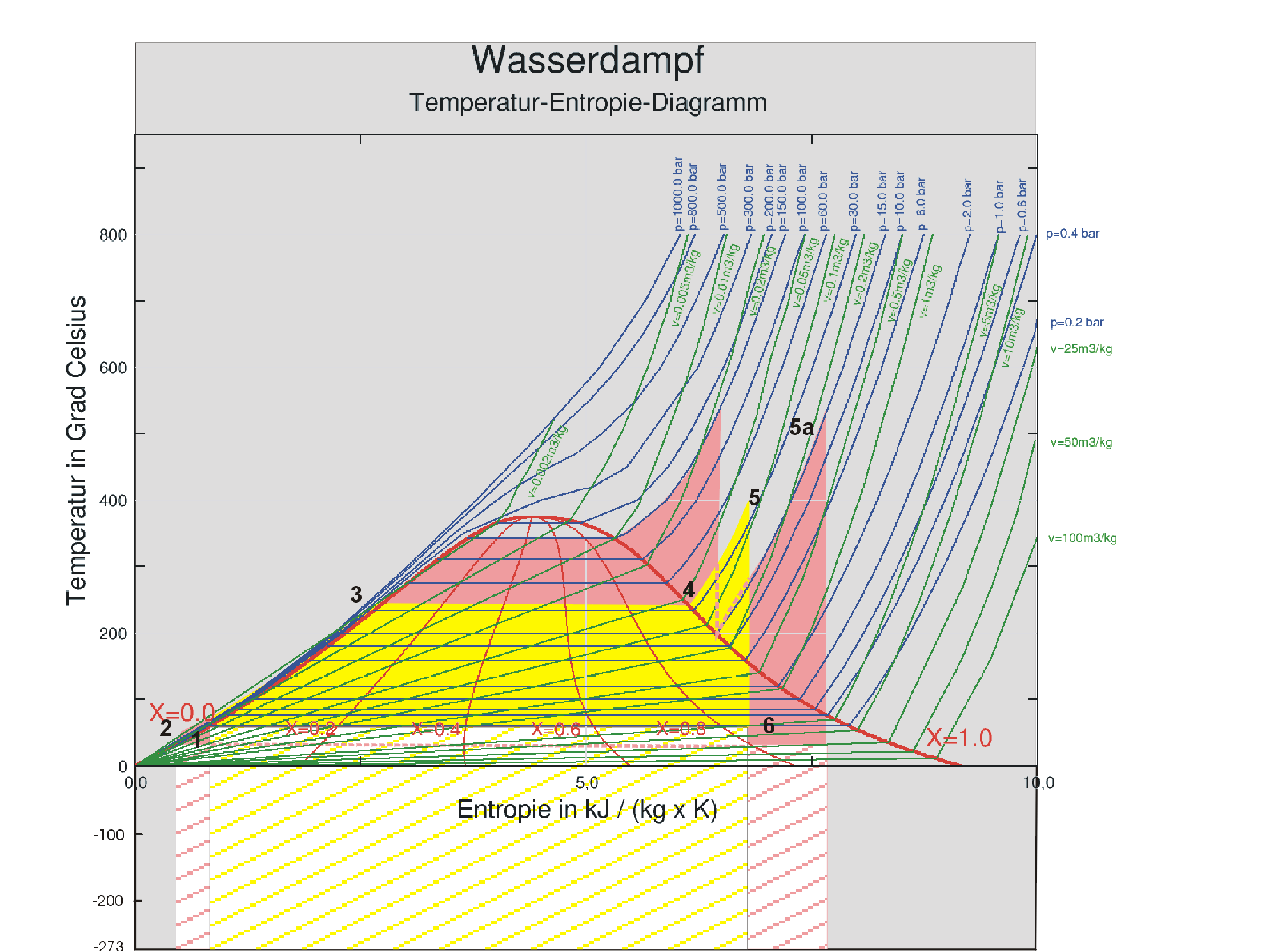
Kreisprozess des Dampfkraftwerkes für verschiedene Auslegungsparameter; gelb: Dampfdruck: 50 bar / Frischdampftemperatur: 400 °C / Kondensationstemperatur: 35 °C / keine Zwischenüberhitzung; rosa: Dampfdruck: 150 bar / Frischdampftemperatur: 550 °C / Kondensationstemperatur: 20 °C / einfache Zwischenüberhitzung

Die Wärme {\displaystyle \delta Q} ist das Produkt aus der Entropiedifferenz und der absoluten Temperatur. Trägt man die Zustandsänderungen eines Dampfkraftwerksprozesses (Clausius-Rankine-Prozess) in dem Temperatur-Entropie-Diagramm (TS-Diagramm) ein, dann stellt die Fläche unterhalb der Kurve die zugeführte (Zustandsänderung von links nach rechts) oder abgeführte Wärme (Zustandsänderung von rechts nach links) dar.
{\displaystyle \delta Q={T}\cdot dS}
In dem Diagramm ist der Kraftwerksprozess (siehe Blockschaltbild) einmal ohne Zwischenüberhitzung (gelb) und mit Zwischenüberhitzung (rosa) dargestellt. Die Turbine wird als ideal (reversible Zustandsänderung) angenommen.
Die Eckpunkte des Kreisprozesses bezeichnen folgende Zustandsänderungen:
- 1–2: Druckerhöhung des Speisewassers
- 2–3: isobare Erwärmung des Speisewassers auf die Siedetemperatur
- 3–4: isobare Verdampfung
- 4–5: Überhitzung
- 5–6: Entspannung an der Turbine
- 6–1: Kondensation

nur Prozess mit Zwischenüberhitzung (rosa):
- 5–5a: Entspannung an der Hochdruckturbine
- 5a–5b: Zwischenüberhitzung
- 5b–6: Entspannung an der ND-Turbine (ND = Niederdruck)

In dem Diagramm kann die spezifische zugeführte und abgeführte Wärme (bezogen auf 1 kg Wasser) für die jeweiligen Prozessparameter als Fläche unterhalb der Kurve abgelesen werden. Unter Vernachlässigung der zugeführten technischen Arbeit an der Speisewasserpumpe, der Vernachlässigung von Wärmeverlusten und der Annahme einer idealen Turbine (reversible Entspannung) tritt folgender Enthalpieaustausch zwischen den Systemgrenzen des Kraftwerks und der Umgebung auf:
{\displaystyle Q_{\text{Brennstoff}}=Q_{\text{Kondensation}}+Q_{\text{Abgas}}+W_{\text{technisch}}}
Die im Brennstoff enthaltene chemische Enthalpie wird umgesetzt in die technische Arbeit an der Turbinenwelle und die Abwärme im Rauchgas, sowie die Abwärme, die über den Kondensator abzuführen ist. Die schraffierten Flächen in dem Diagramm beschreiben die abzuführende Kondensationsenthalpie. Die nutzbare technische Arbeit wird durch die einfarbigen Flächen dargestellt. Der Wirkungsgrad des Dampfkraftprozesses kann abgeleitet werden aus:
{\displaystyle \eta ={\frac {Q_{\text{Brennstoff}}-Q_{\text{Kondensation}}-Q_{\text{Abgas}}}{Q_{\text{Brennstoff}}}}.}

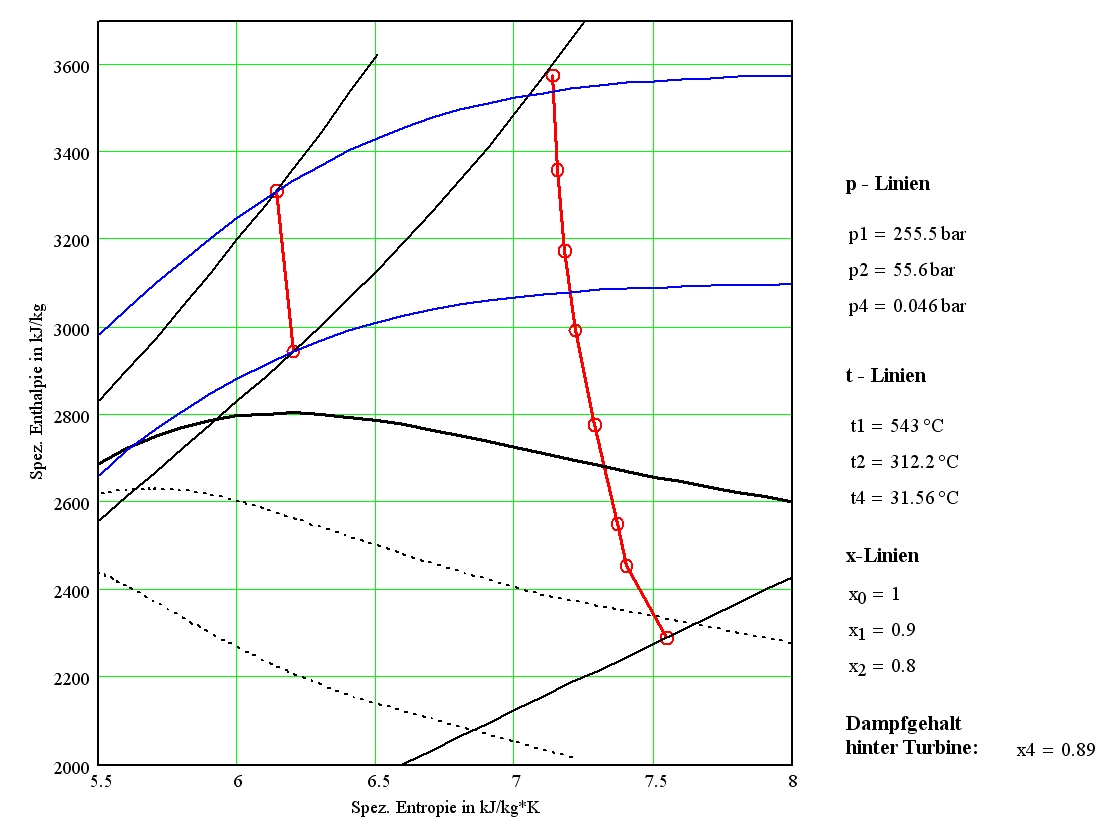
Turbinenprozess des Kraftwerks Staudinger (Block 5) im h-s-Diagramm. Das Bild zeigt den realen Verlauf der adiabaten Expansion vor und nach der Zwischenüberhitzung (rote Linien), der auf Grund von Reibungs-, Stoß- und Drosselverlusten nicht isentrop ist.

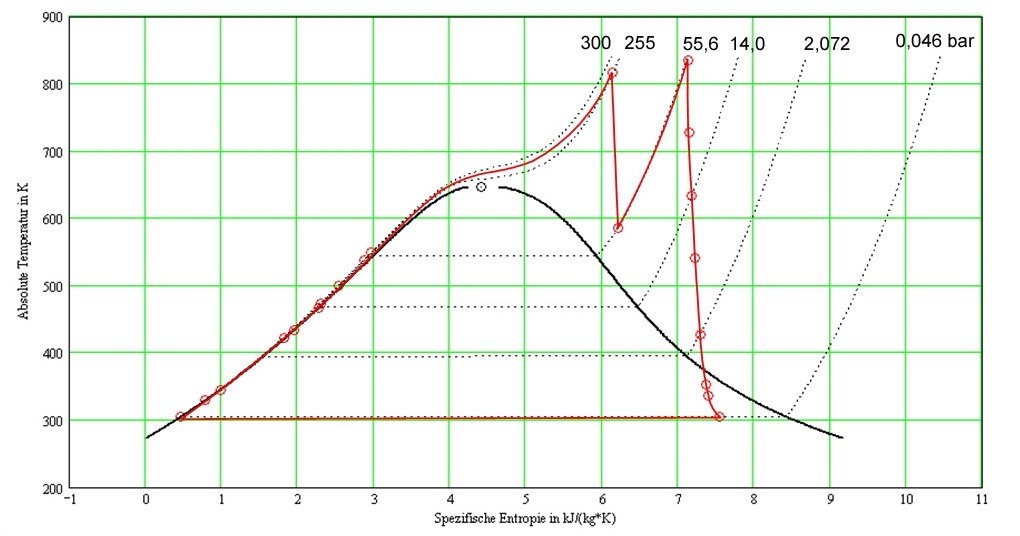
Kreisprozess des Kraftwerks Staudinger (Block 5) im T-s-Diagramm. Die roten Kringel auf der linken Seite markieren die Vorwärmstufen des Speisewassers, auf der rechten Seite die Entnahmen, von denen einige zusätzlich durch die zugehörigen Isobaren gekennzeichnet sind. Deutlich sichtbar wird in diesem Diagramm, dass es sich um eine überkritische Anlage handelt (der Prozess führt nicht durch das Nassdampfgebiet). Durch die beiden Isobaren für 300 bar und 255 bar wird der Druckverlust im Kessel hervorgehoben.

Der Wirkungsgrad kann auf Grund des Zweiten Hauptsatzes der Thermodynamik den Carnot-Wirkungsgrad nicht überschreiten. Der Carnot-Wirkungsgrad wird aus den mittleren Temperaturen der Wärmezufuhr und der Wärmeabfuhr eines Prozesses gebildet. Beim Dampfkraftwerkskreislauf sind dies die gemittelte Wasser-Dampf-Temperatur im Kessel und die Kondensationstemperatur (wenn – wie oben geschehen – allein der Wasserkreislauf betrachtet wird) oder die gemittelte Rauchgastemperatur und die Umgebungstemperatur (wenn die Wärmeübertragung in die Bilanz mit einbezogen wird). Anhand des Diagramms kann der Wirkungsgrad des Prozesses berechnet werden, und es können Maßnahmen für eine Wirkungsgradoptimierung grafisch abgeleitet werden:
- Erhöhung des Dampfdruckes,
- Erhöhung der Frischdampftemperatur (FD-Temperatur)
- niedrige Kondensationstemperatur.

Die Zwischenüberhitzung (ZÜ) erhöht den Wirkungsgrad über die höhere mittlere Temperatur der Wärmezufuhr. Sie ist bei höheren Dampfdrücken sogar unverzichtbar, weil damit Erosion an den Schaufeln des „kalten Endes“ (letzte Schaufeln im Niederdruckteil) infolge zu hoher Dampfnässe vermieden wird. Der zulässige Anteil flüssigen Wassers im Abdampf liegt bei etwa 10 % (Dampfanteil x = 0,9).

## Wirkungsgrad
Die theoretische Beschreibung des Dampfkraftprozesses erfolgt mit dem Rankine-Zyklus.
Der Wirkungsgrad eines Dampfkraftwerkes hängt von den Ecktemperaturen ab, die der Dampf durchläuft. Eine weitere Optimierung ist möglich, wenn versucht wird, den realen Prozess durch Zwischenüberhitzung (evtl. mehrmals) und regenerative Speisewasservorwärmung (Dampfentnahmen aus der Turbine) so weit wie möglich dem Carnot-Prozess anzunähern.
Mit der mittleren Temperatur der Wärmezufuhr, die sich aus den Ecktemperaturen des Prozesses (Speisewassereintritt, FD, ZÜ und Kondensation) ergibt, kann Brennstoff eingespart werden, da zum Erwärmen bzw. Verdampfen einer vorgewärmten Flüssigkeit weniger Brennstoff verwendet werden muss, siehe Carnotisierung.

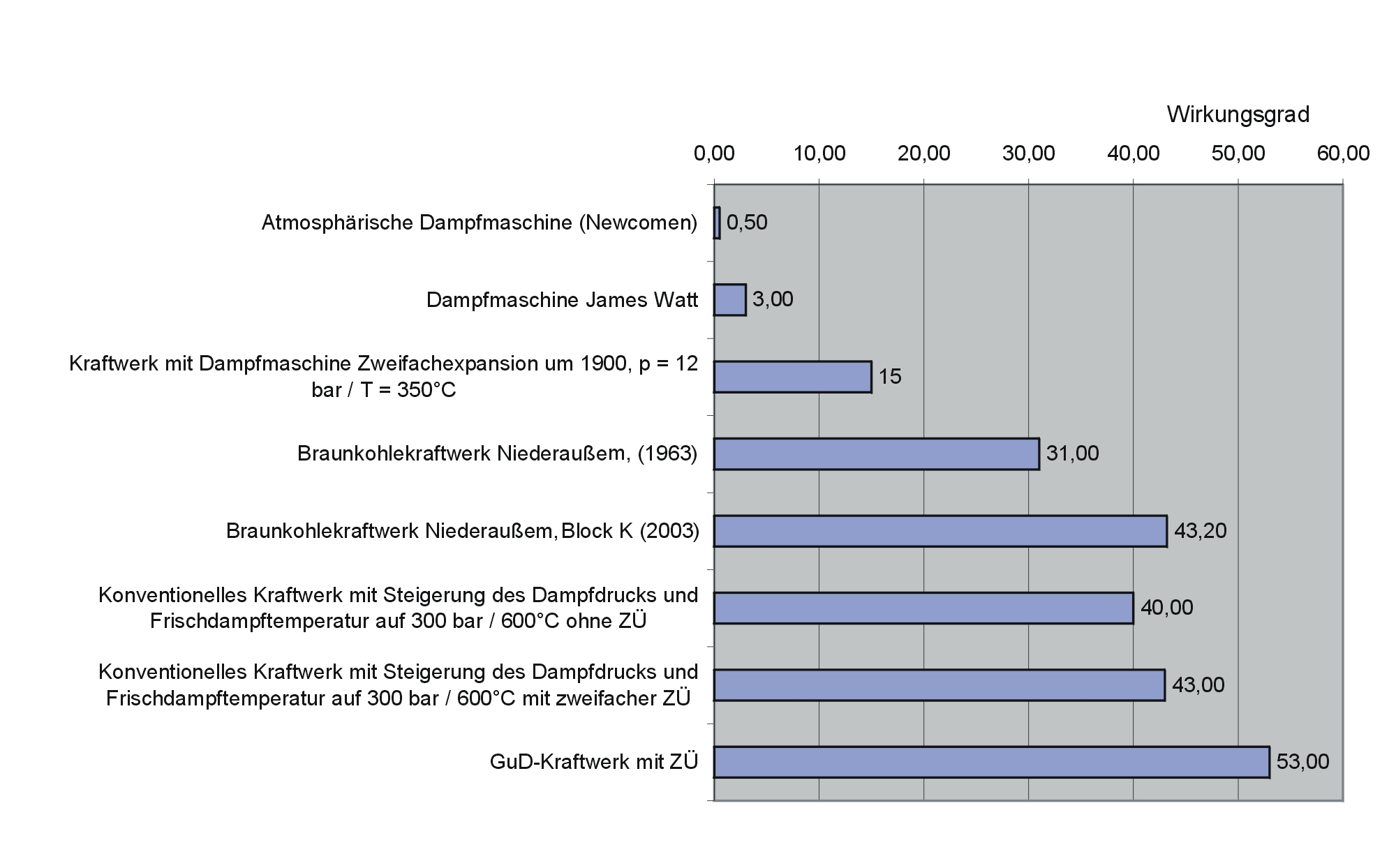
Entwicklung des mechanischen bzw. elektrischen Wirkungsgrades von Dampfkraftwerken bzw. mechanischen Antrieben

{\displaystyle \eta _{c}=1-{\frac {T_{\mathrm {k} }}{T_{\mathrm {m,zu} }}}}
mit:
{\displaystyle T_{\mathrm {m,zu} }} : absolute mittlere Temperatur der Wärmezufuhr in K
{\displaystyle T_{\mathrm {k} }} : absolute Kondensationstemperatur in K
Für Dampfkraftprozesse aus der Entwicklungsgeschichte können folgende Carnot-Wirkungsgrade abgeleitet werden: Newcomen (Sattdampfprozess ohne regenerative Speisewasservorwärmung 100 °C / 30 °C): {\displaystyle \eta _{c}=18{,}7\,\%}; Dampfkraftwerk um 1900 (10 bar, 350 °C / 30 °C, mit idealer regenerativer Vorwärmung): {\displaystyle \eta _{c}=34{,}6\,\%}; Modernes Dampfkraftwerk mit Zwischenüberhitzung gemäß Wärmeschaltbild (256 bar, 543 °C / 562 °C / 18 °C, Vorwärmung auf 276 °C): {\displaystyle \eta _{c}=53\,\%}. Die tatsächlich erreichbaren Wirkungsgrade liegen deutlich niedriger.
Die Frischdampftemperatur lässt sich durch die Auslegung des Dampferzeugers beeinflussen. Eine weitere Steigerung der Temperatur am Überhitzer als Heizfläche mit der höchsten Temperatur lässt sich nur noch in kleinen Schritten umsetzen. Eine Frischdampftemperatur von 600 °C stellt derzeit die technische und betriebswirtschaftliche Grenze dar, da bei weiterer Steigerung der Überhitzer nicht mehr aus (teuren) austenitischen Stählen hergestellt werden könnte, sondern aus Werkstoffen auf Nickel-Basislegierungen, die extrem teuer sind. Derartige Großversuche laufen zurzeit; die dabei entstehenden Temperaturen von über 700 °C lassen die beteiligten Anlagenteile wie Rohrleitungen und Armaturen bereits sichtbar glühen.
Die Dampftemperatur am Austritt der ND-Kondensationsturbine wird durch den Kondensatordruck bestimmt, der möglichst niedrig liegen sollte. Die niedrigsten Kondensationsdrücke werden durch Wasserkühlung in einem Rohrbündelwärmeübertrager erreicht. In diesem Fall muss das Kraftwerk an einem Fluss, dem Wasser zu Kühlzwecken entnommen werden kann, errichtet sein. Die Einleittemperatur bei der Rückführung des Kühlwassers ist allerdings begrenzt. So kann es an heißen Sommertagen mit geringem Wasserstand im Gewässer vorkommen, dass die Kraftwerksleistung zurückgenommen werden muss. Die Rohrbündel des Kondensators verschmutzen durch Algenwachstum und Salzablagerungen und verschlechtern den Wärmeübergang auf der Kühlwasserseite. Die Rohre müssen deshalb gereinigt werden, wobei beispielsweise das Taprogge-Verfahren verwendet wird.
Eine niedrige Kondensationstemperatur wird auch bei der Verdunstungskühlung in Kühltürmen erreicht. Durch das Versprühen von Wasser und der eintretenden Verdunstung erfolgt eine Sättigung der Luft, so dass die Luft wegen der Abgabe der Verdampfungsenthalpie zusätzlich gekühlt wird. Auf diese Weise können niedrigere Kondensationstemperaturen erreicht werden. Bei der Verwendung von Luftkondensatoren (LuKo) liegen die Kondensationstemperaturen höher, da der Wärmeübergang zur Luft ohne Unterstützung durch Verdunstung schlechter ist. Die Kondensationstemperaturen liegen je nach Verfahren und Jahreszeit zwischen 25 °C und 40 °C, die entsprechenden Kondensationsdrücke mit 0,026 bis 0,068 bar, so dass der Kondensator immer auf Vakuum gefahren wird.
Moderne Steinkohle-Dampfkraftwerke haben einen Wirkungsgrad von bis zu 46 % (Braunkohle 43 %). Das heißt: Der größte Teil der eingesetzten Energie in Form von Wärme können zurzeit technisch nicht genutzt werden und gehen – hauptsächlich über den Kühlturm – verloren. Unterstellt man bei einer technisch realisierbaren Überhitzung von 700 °C eine Wärmezufuhr ausschließlich bei dieser Temperatur (was unrealistisch ist), so erreichte der Vergleichs-Carnot-Prozess einen Wirkungsgrad von 70 %. Der Abwärmeverlust von 30 % wäre dann physikalisch bedingt und könnte technisch nicht unterschritten werden. Das angestrebte Ziel vieler Firmen ist die 50-%-Marke, welche vor allem durch das Erhöhen der Temperatur erreicht werden soll.
Neben möglichst hohen Eintrittstemperaturen des Frischdampfes, möglichst niedrigen Austrittstemperaturen des Abdampfes und der zweifachen Zwischenüberhitzung des Turbinendampfes spielt zur Verbesserung des Wirkungsgrades auch die regenerative Speisewasservorwärmung eine Rolle. Mit diesem Verfahren wird das Speisewasser mit Anzapfdampf aus der Dampfturbine vorgewärmt, bevor es in den Dampferzeuger zurückgeführt wird. In der Praxis werden bis zu sechs Turbinenanzapfungen vorgesehen; auf diese Weise vermeidet man die Mischung des kalten Speisewassers mit dem auf Verdampfungstemperatur stehenden Wasserinhalt des Dampferzeugers, womit eine deutliche Einsparung an Brennstoff einhergeht.
Nach der vom Bundesministerium für Wirtschaft in Auftrag gegebenen COORETEC-Studie können diese heutigen Wirkungsgrade vom Dampfkraftwerksprozessen durch konsequente Weiterentwicklung bis 2010 auf ca. 51 Prozent gesteigert werden und ab 2020 werden noch höhere Wirkungsgrade erwartet.

## Kraft-Wärme-Kopplung (KWK)
Die Nutzung der eingesetzten Primärenergie kann durch eine so genannte Kraft-Wärme-Kopplung verbessert werden. Die Turbine wird mit Gegendruck gefahren oder es wird eine Turbinenanzapfung eingerichtet, um Dampf bei einer für Wärmezwecke zur Erzeugung von Nah- oder Fernwärme geeigneten Temperatur (z. B. 100 °C / Druck = 1 bar (abs)) auszukoppeln. Durch den höheren Abdampfdruck sinkt der Wirkungsgrad der Stromerzeugung (kleinerer Carnotfaktor der zugeführten Verbrennungswärme). In der Summe werden beträchtliche Einsparungen an Primärenergie erzielt. Die Abnehmer der Fernwärme haben den Vorteil, dass sie zum Heizen nicht die exergetisch wertvollere (und teurere) Primärenergie (Brennstoff) nutzen müssen. Dampfkraftwerke ohne Kraft-Wärme-Kopplung werden als Kondensationskraftwerke bezeichnet.
Der Grund für die reduzierten Exergieverluste durch KWK ist der geringe exergetische Anteil der Wärme.
Der Wirkungsgrad, der bei der Erzeugung von elektrischem Strom aus dem Einsatzbrennstoff erzielt wird, darf nicht mit dem thermischen Nutzungsgrad der Wärme aus dem Einsatzbrennstoff verwechselt werden.
Ein im Vergleich zur Verfeuerung von Brennstoff zum Verdampfen des Wassers wesentlich höherer Wirkungsgrad der Stromerzeugung kann durch die Nutzung von heißem Abgas aus einer Gasturbine erreicht werden. Solche aus Gas- und Dampfturbine bestehenden Kraftwerke nennt man Kombi-Kraftwerke oder auch GuD-Kraftwerke (Gas- und Dampf-Kraftwerke). Auch diese Anlagen werden als Heizkraftwerke (KWK) betrieben.

## Weiterentwicklungen
In der Vergangenheit wurden immer wieder Überlegungen angestellt, das Arbeitsmittel Wasser durch andere verdampfende Stoffe im Dampfkraftwerk zu ergänzen. In erster Linie ist das Metall Quecksilber zu nennen, das in einem eigenen Dampfkreislauf zirkuliert, in einer eigenen Dampfturbine expandiert und danach seine Kondensationsenthalpie in einem eigenen Kondensator an einen Wasserdampfkreislauf abgibt. Die höchsten Werte für den Quecksilberdampfkreislauf betrugen bei den ab 1914 in den USA ausgeführten Anlagen 10 bar und 500 °C.
Weiterhin wurden um 1980 Studien in Auftrag gegeben, die in analoger Weise Drei-Kreis-Systeme aus dampfförmigem Kalium, Diphenyl und Wasser beinhalteten. Jedes dieser Arbeitsmittel wirkt dabei auf eine eigene Dampfturbine. Trotz hoher Wirkungsgrade derartiger Prozesse hat man bislang wegen der hohen Kosten auf die Ausführung eines solchen Dampfkraftwerkes verzichtet.
Neue Bedeutung gewannen alternative Arbeitsmittel durch Geothermie-Kraftwerke, weil dort nur selten Temperaturniveaus über 150 °C zur Verfügung stehen.
Auch superkritische Fluide wie superkritisches Wasser und superkritisches Kohlendioxid werden gelegentlich als Arbeitsfluid vorgeschlagen. Neben dem benötigten hohen Druck (mindestens Überschreiten des kritischen Drucks) sind hierbei auch Probleme der Korrosion bisher ungelöst, da das chemische Verhalten von superkritischen Fluiden sich oft signifikant von derselben Substanz als Gas oder Flüssigkeit unterscheidet. Genau diese Eigenschaft von superkritischem CO2 wird in anderen technischen Prozessen wie zum Beispiel der Entkoffeinierung von Kaffee genutzt. Bei der Verwendung von superkritischem CO2 gibt es dabei auch Vorschläge das bei der Verbrennung entstehende CO2 als Teil des Arbeitsfluids zu nutzen.